# Sân bay Batagay
Sân bay Batagay (IATA: BQJ, ICAO: UEBB) là một sân bay ở Batagay, Cộng hòa Sakha, Nga.

## Hãng hàng không và điểm đến
| Hãng hàng không | Các điểm đến |
| --------------- | ------------ |
| Polar Airlines  | Yakutsk      |

## Thống kê
Nguồn: